# Michelangelo Cambiaso

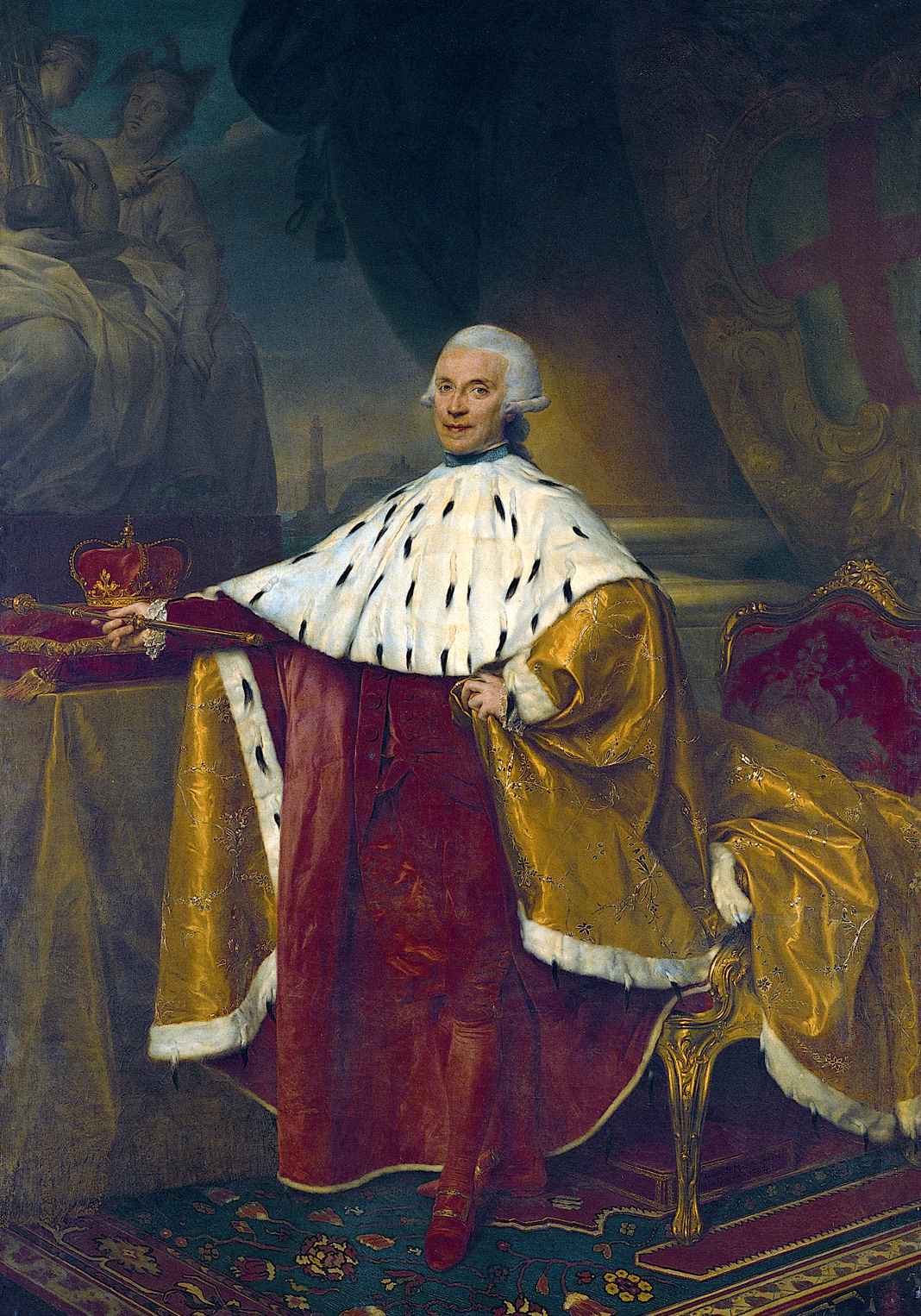
Cambiaso met de kroon van doge van Genua

Wapenschild van graaf Cambiaso, graaf van de empireadel

Michelangelo Cambiaso (Genua, 21 september 1738 – aldaar, 14 maart 1813) was doge van de Republiek Genua (1791-1793) en Fransgezind tijdens het napoleontische bewind. Zo was hij burgemeester van Genua (1800-1805) ten tijde van de Ligurische Republiek, en na aanhechting van Genua aan het Franse keizerrijk, was hij senator in Parijs (1805-1813) en graaf van de empireadel (1809-1813).

## Levensloop
Cambiaso groeide op in Genua, als zoon van Francesco Gaetano en Maria Caterina Tassorello, stadsadel van Genua.
Hij doorliep een carrière als geestelijke in de Roomse kerk. Hij studeerde in Rome kerkelijk recht en burgerlijk recht en behaalde het diploma utriusque iuris, in de beide rechten. Als student had hij talrijke contacten met edelen uit andere Italiaanse staten en bouwde hij een privé-bibliotheek uit. Zijn bibliotheek bevatte niet alleen rechtsboeken maar ook over fysica en talen. In 1766 werd Cambiaso apostolisch protonotaris aan het pauselijk hof. Nadien trad hij in dienst van de pauselijke diplomatie. In 1767 werd hij benoemd tot vice-legaat van de paus in Ravenna. In 1769 meende paus Clemens XIV dat het tijd was voor een belangrijkere diplomatieke post. De paus wilde hem als nuntius naar het koninkrijk Napels sturen. Abrupt verliet Cambiaso zijn ambt van prelaat, want zijn familie riep hem terug naar Genua. De reden was dat Cambiaso moest huwen. Zijn twee oudere broers bleken kinderloos te zijn in het huwelijk (1770). Cambiaso huwde met zijn nicht, Geronima Pellegrina.
Cambiaso maakte carrière in de magistratuur van de republiek Genua: de jurist Cambiaso werd officier van justitie. Hij combineerde zijn ambt met functies in de Handelskamer van Genua en in de bankwereld.
De Grote Raad en de Kleine Raad verkozen hem tot doge (of staatshoofd) van de republiek Genua voor de ambtsperiode 1791-1793. Het was een periode gekenmerkt door opstootjes en propaganda door Franse revolutionairen. De adel van Genua voelde zich bedreigd. Cambiaso slaagde erin de republiek Genua in een neutrale positie te houden, ook al bezette Frankrijk de havenstad Savona en troepten legers van Oostenrijk en Piëmont-Sardinië aan de staatsgrenzen samen. Cambiaso bouwde ook de staatsgevangenissen belangrijk uit.
Na zijn ambtsperiode werd Cambiaso voorzitter van de Raad van de Genuese Vloot. Het was een periode waarin de adel van Genua onderling ruziede. De enen waren voor de jansenisten, de andere waren voor de jezuïeten. De adel kwam verzwakt uit het dispuut. In 1797 brak een revolutie uit in Genua. Edellieden verdwenen in de talrijke gevangenissen die Cambiaso had laten bouwen. Cambiaso en andere vooraanstaanden brachten een geheim bezoek aan Napoleon Bonaparte in Montebello della Battaglia in Lombardije. Ze brachten hulde aan Napoleon en de pas opgerichte Ligurische Republiek werd een vazalstaat van Frankrijk (1797). Na een intermezzo waarin de Oostenrijkers Genua bezetten (1800) trokken Cambiaso en zijn medestanders meer en meer de Franse kaart. Cambiaso had een vooraanstaande rol als burgemeester van de stad Genua (1800-1805). In 1805 annexeerde keizer Napoleon Bonaparte de Ligurische Republiek als deel van zijn keizerrijk. Burgemeester Cambiaso bood aan Napoleon symbolisch de sleutels van de stad Genua aan (1805).
Napoleon benoemde Cambiaso tot lid van de Franse Senaat als dank voor bewezen diensten aan Frankrijk (1805). Van 1805 tot 1807 leefde Cambiaso in Parijs. In 1809 adelde Napoleon hem. Voortaan behoorde senator-graaf Cambiaso tot de empireadel. Hij stierf in 1813 en maakte de val van Napoleon Bonaparte niet mee.
- Gemeinsame Normdatei: 143431730
- International Standard Name Identifier: 0000 0000 7071 9871
- Istituto Centrale per il Catalogo Unico: BVEV131817
- Virtual International Authority File: 88866286
- WorldCat: E39PBJtrYQmfDHyjtktGxRRVG3